# The Verdict – Die Wahrheit und nichts als die Wahrheit
The Verdict – Die Wahrheit und nichts als die Wahrheit (Originaltitel: The Verdict) ist ein US-amerikanisches Filmdrama aus dem Jahr 1982 von Sidney Lumet. Der Film wurde von Twentieth Century Fox Film Corporation produziert. Das Filmdrama basiert auf dem gleichnamigen Roman von Barry Reed.

## Handlung
Frank Galvin war ein erfolgreicher Rechtsanwalt, seit einiger Zeit bekommt er jedoch keinen Fall mehr und ist nach und nach zu einem Trinker geworden. Sein alter Freund Mickey Morrissey verschafft ihm schließlich ein Mandat für eine Schadensersatzklage. Der Fall dreht sich um eine junge Frau, die bei einer Entbindung in einem renommierten katholischen Krankenhaus ins Koma gefallen ist. Der ärztliche Kunstfehler soll offenbar mit Unterstützung der katholischen Kirche vertuscht werden. Galvin wird mit Ed Concannon konfrontiert, dem Anwalt des Hospitals, der mit seinem großen Anwaltsstab strategisch vorgeht, in Galvins Privatleben und seinem Alkoholproblem herumschnüffeln lässt, wichtige Zeugen kauft und sogar eine schöne Frau – Laura Fischer – auf Galvin ansetzt, die sich in sein Leben und Vertrauen schleicht.
Trotz des Angebotes einer außergerichtlichen Einigung und der Voreingenommenheit des behandelnden Richters ihm gegenüber will Galvin eine gerichtliche Verurteilung der beiden verantwortlichen Ärzte. Während Galvin versucht, die Jury von der Schuld der Ärzte zu überzeugen, macht die skrupellose Verteidigung seine Anklagepunkte – auch durch direkte Einflussnahme – jedes Mal zunichte.
Doch trotz aller Tiefschläge gibt Galvin nicht auf. Er entdeckt das Treiben von Laura, entfernt sie und kann schließlich auch eine entscheidende Zeugin dazu bringen vor Gericht auszusagen, wobei sie zusätzlich auch die Bemühungen des Krankenhauses, die Angelegenheit zu vertuschen, bloßstellt. So gewinnt er zum Schluss den Prozess, wobei die Jury sogar noch mehr als das geforderte Geld in Aussicht stellt. Galvin verlässt den Gerichtssaal als Sieger. Laura, die ihren Verrat offensichtlich bereut, versucht später mit ihm zu sprechen. Galvin, der ihre Falschheit nicht vergeben kann, weigert sich, mit ihr zu sprechen.

## Hintergrund
Der Film wurde in Boston, in New York City und in Toronto gedreht. Er spielte in den Kinos der USA ca. 54 Millionen US-Dollar ein.
Die Schauspieler Tobin Bell und Bruce Willis kann man in einer Szene vor Gericht im Hintergrund als Statisten sitzen sehen.

## Kritiken
„Intensiv gespielter, dicht inszenierter Film, der das Psychogramm eines um seine moralische Integrität kämpfenden Menschen entwirft und zugleich als spannendes Gerichtsdrama und als Anklage gegen die Macht und den Einfluss der Institutionen fesselt.“

## Auszeichnungen
Der Film bekam im Jahr 1983 fünf Oscar-Nominierungen, in den Kategorien „Bester Hauptdarsteller“ (Newman), „Bester Nebendarsteller“ (Mason), „Beste Regie“, „Bester Film“ und „Bestes adaptiertes Drehbuch“, ging jedoch bei der Verleihung leer aus. Der Film wurde 1983 auch in fünf Kategorien für den Golden Globe nominiert, u. a. für Paul Newman, James Mason, Sidney Lumet und David Mamet, gewann jedoch keine Auszeichnung.
Sidney Lumet gewann im Jahr 1982 den Regiepreis des National Board of Review. David Mamet wurde 1983 für das Drehbuch für den Writers Guild of America Award nominiert.
Im Jahr 2008 wurde der Film vom American Film Institute zum viertbesten Gerichtsdrama aller Zeiten gewählt.
Im Jahr 2013 wählte die Writers Guild of America das Drehbuch des Films auf Platz 91 der „besten Drehbücher aller Zeiten“.